# Hrabstwo Lake (Kolorado)
Hrabstwo Lake (ang. Lake County) – hrabstwo w stanie Kolorado w Stanach Zjednoczonych. Hrabstwo zajmuje powierzchnię 976 km². Według szacunków United States Census Bureau w roku 2010 liczyło 7 310 mieszkańców. Siedzibą administracyjną hrabstwa jest Leadville.

## CDP
- Leadville (miasto)
- Leadville North
- Twin Lakes